# Tuchfabrik Hermann Elias

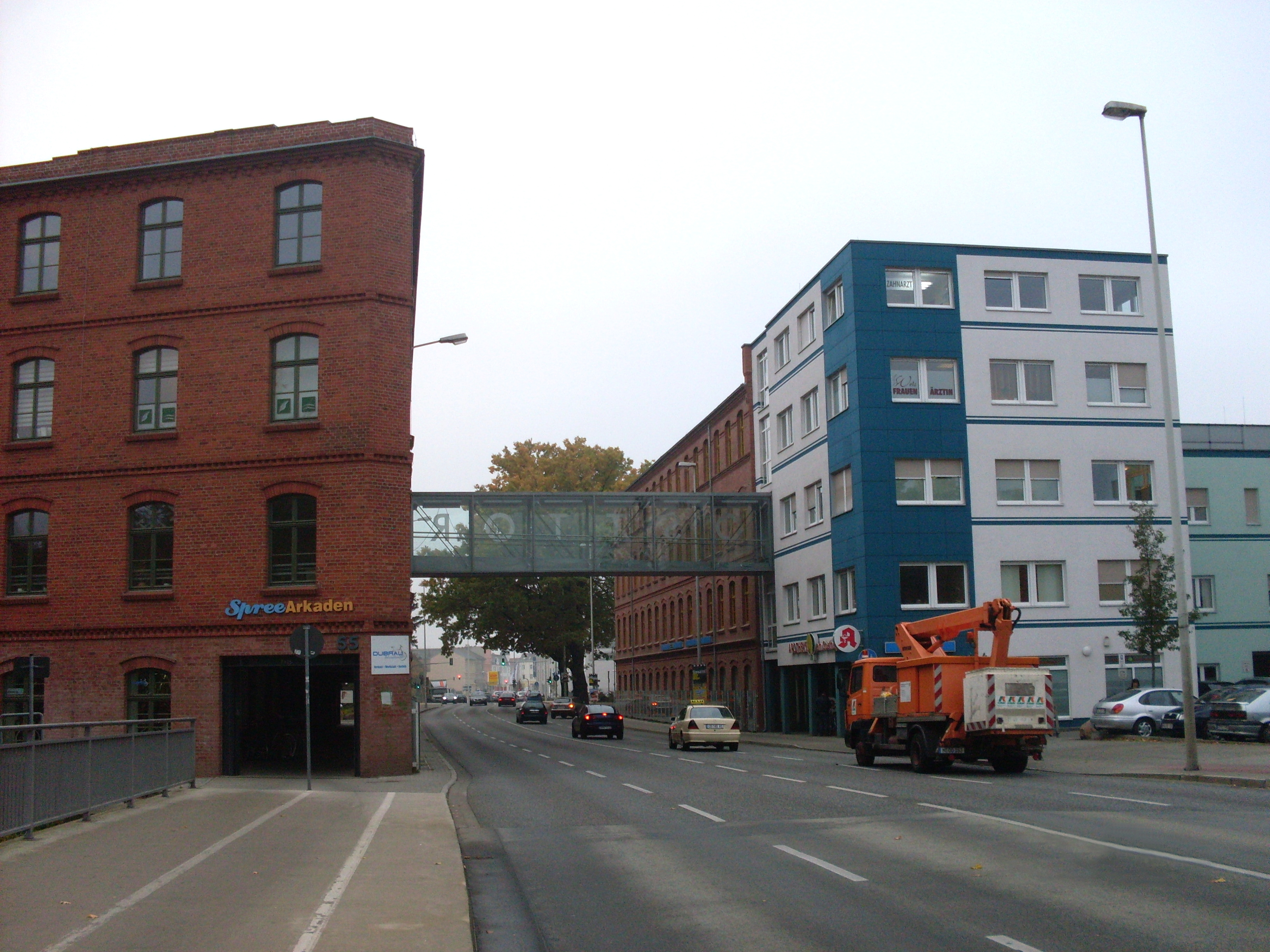

Die ehemalige Tuchfabrik Hermann Elias ist ein denkmalgeschützter Fabrikkomplex mit Fabrikgebäuden und einer Fabrikantenvilla in der Franz-Mehring-Straße/An der Wachsbleiche in Cottbus.

## Geschichte
Im Jahr 1878 erwarb der Kommerzienrat Hermann Elias den südlichen Teil der Mühleninsel als Fabrikgelände. Er ließ darauf drei mehrgeschossige Gebäude mit den dazu passenden Nebengebäuden als eine der größten Cottbuser Tuchfabriken errichten. Außerdem entstand in der heutigen Franz-Mehring-Straße 56 seine Villa. Durch seine Stiftung wurde 1902 der Eliaspark erschaffen.
Am 1. Oktober 1892 übernahm die Richard Rottka AG diese Werke und produzierte hier Streichgarne für Herrenstoffe. Diese Gebäude wurden im Sommer 1922 durch einen Brand stark in Mitleidenschaft gezogen, nur die Villa blieb verschont. Das große Gelände der Tuchfabrik wurde 1927/1928 durch die neugebaute heutige Franz-Mehring-Straße getrennt. Dadurch liegt der nördliche Bereich An der Wachsbleiche 1. Das viergeschossige Gebäude auf dieser Seite übernahmen kurz nach seiner Entstehung die Tuchfabrikanten Duch und Hamann bis 1945. Zeitweise wurde dieses Werk auch von anderen Teppich- und Tuchfabrikanten genutzt. Nach 1945 diente es überwiegend als Lagerhalle. Parallel dahinter, An der Wachsbleiche, entstand eine kleinere Fabrik und ein Kessel- und Maschinenhaus mit Schornstein. Im Jahre 1927 kaufte die Familie Kehrl die südlichen Fabriken. Es entstand die Tuchfabrik „Gustav Kehrl“ und die Brüder Gustav und Richard leiteten sie bis 1945. Nach dem Zweiten Weltkrieg ließ die Firma NaCo Bonbons und Kekse in dem Gebäude herstellen, später war die Schokoladenfabrik „Burk und Braun“ ansässig, und anschließend bis 1992 war das Polsterkombinat Inhaber der Fabrik. Die Villa war zu DDR-Zeiten der Sitz der Krippenverwaltung Cottbus. In der denkmalgerecht sanierten Villa gibt es ein gastronomisches Angebot sowie Übernachtungsmöglichkeiten. Im Jahr 1997 erfolgte der Abriss der Mehrheit der Produktionsgebäude. Heute ist es das Osttor, welches die Straßenseiten mit einem verglasten Übergang verbindet. So können unter anderem die Bewohner eines Pflege- und Seniorenheims die Straße überqueren. Nach umfangreicher Rekonstruktion und Sanierung bis 2003 sind dort verschiedene Branchen tätig, so zum Beispiel eine Belegschaft von Fachärzten, eine Apotheke, ein Fahrradgeschäft, eine Blumenboutique und Versicherungen.

## Beschreibung
Das große, langgestreckte Haupt-Fabrikationgebäude (Franz-Mehring-Straße 56) ist ein viergeschossiger roter Ziegelbau mit flachem pappgedeckten Satteldach. Die Straßenfassade ist 24 Achsen lang und, ebenso wie die Hof- und Seitenfronten, sparsam dekoriert. Markant sind dabei die streng axial angeordneten, eng gereihten Segmentbogen-Fenster über Gurtgesimsen, die als Zahnschnittfriese ausgebildet sind. Das Traufgesims des Gebäudes wird von einem umlaufenden Konsolfries begleitet; an die Schmalseiten sind schlichte Attika angefügt.
Alle denkmalrelevanten, U-förmig um einen Hof gruppierten Fabrikbauten (An der Wachsbleiche 1) sind ebenfalls in Sichtziegelarchitektur ausgeführt. Das größere, viergeschossige Produktionsgebäude mit 16 zu 4 Achsen wurde parallel zum Hauptgebäude errichtet. Gleichgerichtet dazu findet man die kleinere, dreigeschossige Fabrik, die 12 Achsen lang und 2 Achsen breit ist. Im Osten wird der Hof vom eingeschossigen Kessel- und Maschinenhaus mit Schornstein abgeschlossen. Die Fassaden der Fabrikgebäude unter flachem, nicht sichtbaren Satteldach, sind fast identisch mit denen des Hauptgebäudes gestaltet; die des Kessel- und Maschinenhauses ebenfalls.
Die Wohnvilla (Franz-Mehring-Straße 55) ist ein Putzbau mit Satteldach über einem hohen Sockel. An der nördlichen Giebelfront ist ein Anbau dem über eine Freitreppe zugänglichen Haupteingang vorgesetzt. Auf der Südseite befindet sich ein altanartiger Verandavorbau. Die Fassaden sind durch Dekor in verschiedenen Formen gegliedert: Gesimse, Friese, Pilaster, Gesimsverdachungen etc. An der Gartenseite zeigt der zweigeschossige Mittelrisalit Formen einer antiken Tempelfront auf. An dieser Fassade sind die Fenster von korinthischen Pilastern und Rundpfeilern gefasst, ihre Brüstungs- und Sturzzonen sind mit ornamentierten vegetabilen Friesen oder Reliefplatten mit Löwendarstellungen versehen. Im Giebelfeld fällt eine figürliche Bauplastik auf.
Der Garten der Villa ist auf der Nord- und Westseite gelegen und wird von einem schmiedeeisernen Zaun mit eisernen Säulen umgeben. Ursprünglich mit einem geschwungenen Rundgang und Sitzgelegenheiten wurden geringfügige Wegänderungen von Rottka durchgeführt. Von einer sparsamen Bepflanzung sind im westlichen Teil Fliedersträucher und in der nordwestlichen Ecke ein großer Haselnussstrauch übrig geblieben, dazu ein Steingarten mit Findlingen, Mahonien und Rhododendron. Mit seiner originalen Umzäumung und der Pflanzenwelt bilden Villa und Garten eine Einheit und sind Zeugnis für die typische gartenkünstlerische Auffassung des 19. Jahrhunderts.